# Maro (animal)
Maro es un género de arañas araneomorfas de la familia Linyphiidae. Se encuentra en la zona holártica.

## Lista de especies
Según The World Spider Catalog 12.0:
- Maro amplus Dondale & Buckle, 2001
- Maro borealis Eskov, 1991
- Maro bureensis Tanasevitch, 2006
- Maro flavescens (O. Pickard-Cambridge, 1873)
- Maro khabarum Tanasevitch, 2006
- Maro lautus Saito, 1984
- Maro lehtineni Saaristo, 1971
- Maro lepidus Casemir, 1961
- Maro minutus O. Pickard-Cambridge, 1906
- Maro nearcticus Dondale & Buckle, 2001
- Maro pansibiricus Tanasevitch, 2006
- Maro perpusillus Saito, 1984
- Maro saaristoi Eskov, 1980
- Maro sibiricus Eskov, 1980
- Maro sublestus Falconer, 1915
- Maro ussuricus Tanasevitch, 2006